# Liste der Monuments historiques in Lavincourt
Die Liste der Monuments historiques in Lavincourt führt die Monuments historiques in der französischen Gemeinde Lavincourt auf.

## Liste der Objekte
| Bezeichnung              | Beschreibung | Standort                              | Kennzeichnung | Schutzstatus | Datum | Bild |
| ------------------------ | --- | ------------------------------------- | ------------- | ------------ | ----- | ---- |
| Hauptaltar               | Altartisch, Retabel, Skulpturen des heiligen Maurus und des heiligen Lupentius und zwei seitliche Türen; Stein, Anfang des 18. Jahrhunderts | in der Kirche St-Louvent (Lage)       | PM55001971    | Inscrit      | 2000  |      |
| Skulptur eines Klerikers | Stein, 15. Jahrhundert | außen an der Kirche St-Louvent (Lage) | PM55000300    | Classé       | 1969  |      |